# Hamataliwa schmidti
Hamataliwa schmidti är en spindelart som beskrevs av Eduard Reimoser 1939. Hamataliwa schmidti ingår i släktet Hamataliwa och familjen lospindlar. Inga underarter finns listade i Catalogue of Life.